# Glorieta de la Transsexual Sònia
La Glorieta de la Transsexual Sònia és un espai públic situat al Parc de la Ciutadella de Barcelona. Anomenada Glorieta dels Músics, va ser reanomenada el 2013 en record de Sònia Rescalvo Zafra, una transsexual assassinada per un grup feixista de sis caps rapats neonazis el 1991. En els primers cinc anys després de l'estrena, ja tres vegades es va robar o metre malbé la placa.
El 2021, a l'ocasió del 30è aniversari de l'assassinat, l'espai a l'entorn de la glorieta es va batejar oficialment «Plaça Sonia Rescalvo Zafra». El lloc és un punt de trobada anual d'homenatges i la defensa del col·lectiu LGBT. Està inclòs a l'inventari de Petits paisatges de Barcelona.

## Descripció
La glorieta de música se situa enfront de la Cascada Monumental. El principal element és un quiosc on s'emplaçava antigament la banda de música municipal, obra d'Antoni Maria Gallissà i construïda el 1884. Elaborat en pedra, ferro i fusta, té una base circular amb un banc convex de trencadís dividit en set seccions separades per pilastres coronades amb esferes, mentre que una vuitena part de la base té unes escales; sobre aquesta base se situa la plataforma per a la banda de música, voltada amb una barana de ferro forjat, i d'aquí s'eleven vuit pilars que sostenen una coberta octogonal amb una estructura de jàsseres i cartel·les, rematada per una cúpula també octogonal.

## Assassinat de Sònia
Sònia Rescalvo va ser assassinada la nit del 6 d'octubre de 1991 al templet de música del Parc de la Ciutadella, lloc habitual de trobada d'homosexuals i transsexuals.

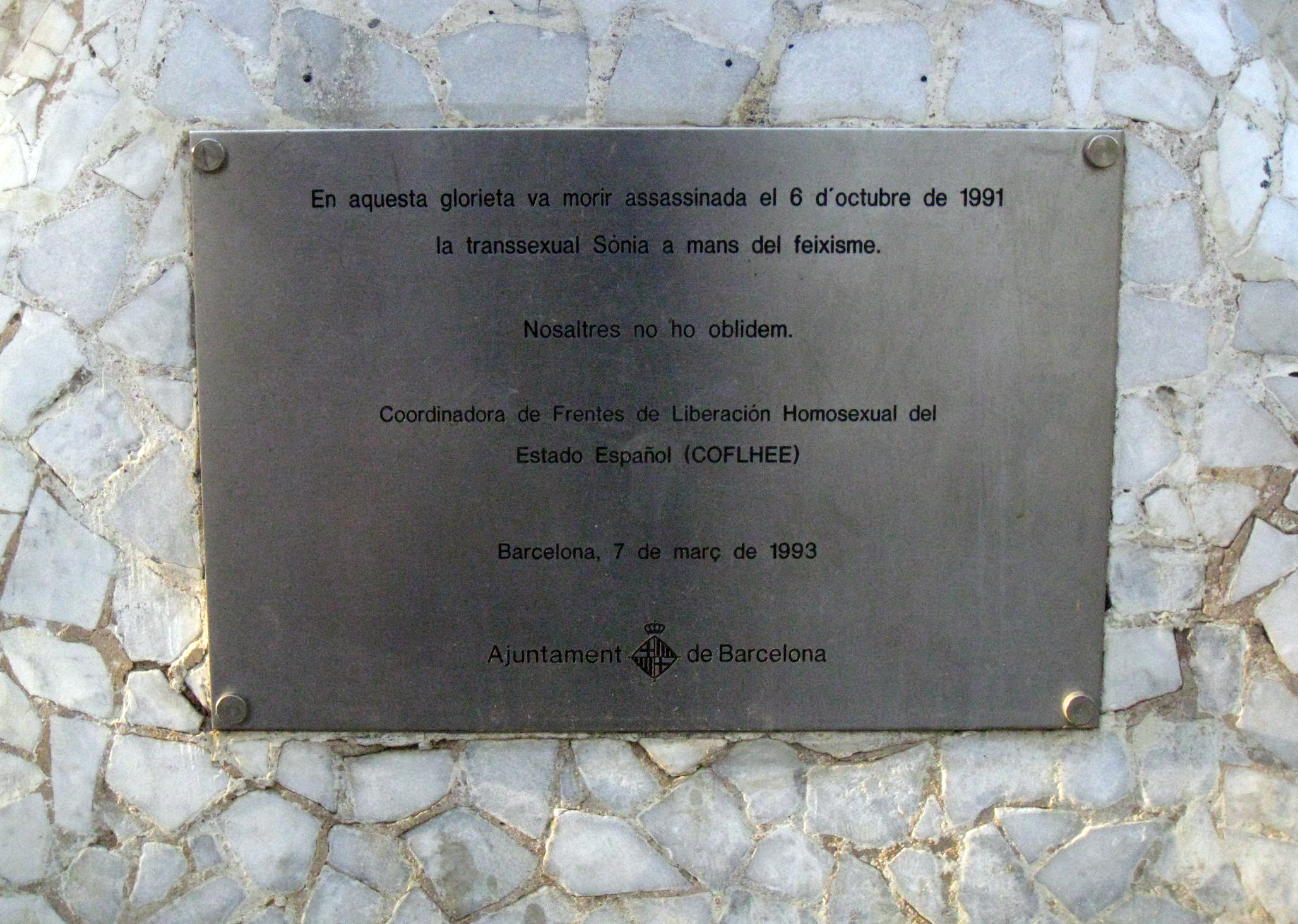
Placa en memòria de Sònia, assassinada pel feixisme, col·locada el 1993.

El 1993, la Coordinadora de Fronts d'Alliberament Homosexual de l'Estat Espanyol hi va col·locar una placa commemorativa. El 2011, s'hi va col·locar Monument en memòria dels gais, lesbianes i persones transsexuals represaliades, precisament per haver estat el lloc de l'assassinat de Sònia. El 2013, l'espai va ser reanomenat com a «Glorieta de la Transsexual Sònia», o s'hi va col·locar un placa nova més visible: El canvi de nom va ser aprovat pel districte de Ciutat Vella, però el Partit Popular es va abstenir.
| « | A Sònia Rescalvo Zafra, que va morir brutalment assassinada el 6 d'octubre de 1991 en aquesta glorieta per un grup de neonazis a causa de la seva identitat de gènere. La ciutat de Barcelona condemna aquest crim i rebutja qualsevol actitud o acció que vulneri els drets recollits a la Declaració Universal dels Drets Humans. | » |